# 리버티선

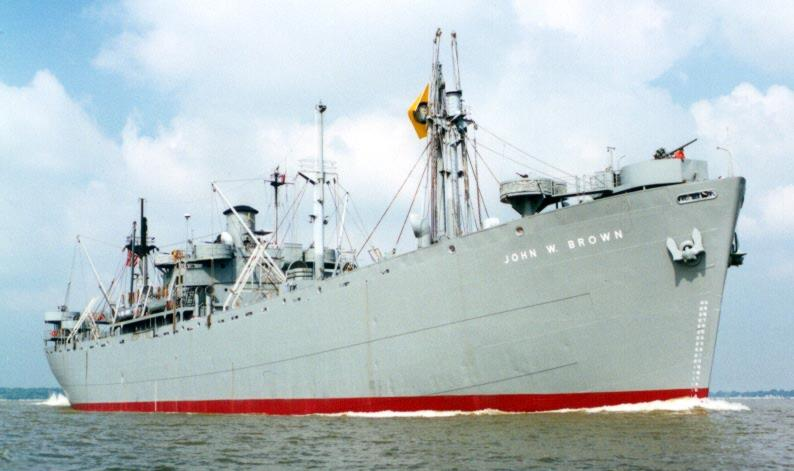

리버티선(Liberty ship)은 제2차 세계 대전 중 비상조선계획(Emergency Shipbuilding Program) 하에 미국에서 건조된 화물선급이다. 콘셉트는 영국이지만 디자인은 단순하고 저비용 건조를 위해 미국에 의해 채택되었다. 상당한 대량 생산으로 인해 리버티선은 미국의 전쟁산업을 상징하게 되었다.